# Klaus Haller (Bibliothekar)
Klaus Haller (* 26. November 1939 in Gablonz an der Neiße, Reichsgau Sudetenland; † 25. November 2011 in Karlsfeld) war ein deutscher Bibliothekar, Musikwissenschaftler, Komponist und Chorleiter.

## Leben und Wirken
Haller wurde 1939 in Gablonz an der Neiße geboren und wuchs in Tannwald im Sudetenland auf. Die Vertreibung brachte ihn mit zwei Geschwistern und der Mutter nach Otterbach in Hessen. Mit dem Vater kam die Familie 1950 in München zusammen, wonach sie sich in Karlsfeld niederließ. Haller besuchte die Ludwigs-Oberrealschule und studierte dann Musik- und Religionswissenschaften sowie Kunstgeschichte in München; das Studium schloss er mit einem Doktor in Musikwissenschaft ab.
Ab 1972 war er Dozent an der Bibliotheksakademie Bayern. Ab 1980 verantwortete er den Alphabetischen Katalog, ab 1985 als Leitender Bibliotheksdirektor die Katalogabteilung der Bayerischen Staatsbibliothek; zudem war er viele Jahre Leiter der Kommission für Alphabetische Katalogisierung des Deutschen Bibliotheksinstituts (DBI). In dieser Zeit begleitete er die Einführung der Regeln für die alphabetische Katalogisierung im wissenschaftlichen Bibliothekswesen (RAK-WB), die die aus dem 19. Jahrhundert stammenden Preußischen Instruktionen (PI) als bibliothekarisches Regelwerk ablösten.
Zwei Bücher Hallers wurden zu Standardwerken: Sein Lehrbuch Katalogisierung nach den RAK-WB von 1981 erlebte sechs Auflagen (die letzte 2003) und seine Katalogkunde von 1983 kam auf drei Auflagen.
Hallers musikalisches Werk, das zum Teil in Zusammenarbeit mit dem Geistlichen Matthias Pöschl (1924–2007) entstand, umfasst neben etwa 600 Chorsätzen auch mehrere Messen. Zudem war Haller langjähriger Leiter verschiedener Singgemeinschaften in Karlsfeld.

## Werke (Auswahl)

### Schriften
- Digitalisierung und Erschließung der im deutschen Sprachraum erschienenen Drucke des 18. Jahrhunderts (= Schriften zum Bibliotheks- und Büchereiwesen in Sachsen-Anhalt, Bd. 88). Martin-Luther-Universität Halle-Wittenberg 2007, ISBN 978-3-86010-968-7.
- (Hrsg., mit Rudolf Frankenberger): Die moderne Bibliothek. Ein Kompendium der Bibliotheksverwaltung. Saur, München 2004, ISBN 978-3-598-11447-2.

- mit Hans Popst: Katalogisierung nach den RAK-WB. Eine Einführung in die Regeln für die alphabetische Katalogisierung in wissenschaftlichen Bibliotheken. Saur, München 1981; 6., durchgesehene und aktualisierte Auflage 2003, ISBN 3-598-11626-8.
- Katalogkunde. Saur, München 1983; 3., erweiterte Auflage 1998, ISBN 3-598-11364-1.

### Partituren
- Klaus Haller (Musik), Matthias Pöschl (Text): Bairische Cäcilienmesse. Fischer, Kirchheim 1985.